# Caesalpinia subtropica
Caesalpinia subtropica är en ärtväxtart som beskrevs av Leslie Pedley. Caesalpinia subtropica ingår i släktet Caesalpinia och familjen ärtväxter. Inga underarter finns listade i Catalogue of Life.